# Royal Air Maroc
Royal Air Maroc (араб. الخطوط الملكية المغربية) — національний перевізник цивільної авіації Марокко. Заснована в 1957 році і є найбільшою марокканської авіакомпанією. Базується в колишньому аеропорту Касабланка-Анфа і здійснює власні рейси за 80 напрямами, 22 з яких в Африці. Член IATA та ICAO.

## Історія
Авіакомпанія Royal Air Maroc—Compagnie Nationale de Transports Aériens була утворена в 1953 році в результаті злиття авіакомпаній Compagnie Chérifienne de'l Air (Air Atlas) (заснована в 1946 році) і Compagnie Chérifienne de Transports Aériens Air Maroc (заснована в 1947 році). Флот новоутвореного авіаперевізника складався з шести літаків Sud-Ouest Bretagne, чотирьох Curtiss C-46 Commando, п'яти Douglas DC-3 і двох SNCASE SE.161 Languedoc. Авіафлот працював на маршрутах що раніше належали обом об'єднаним авіакомпаніям, і разом з тим до нього приєдналися маршрути до Франкфурта, Женеви і Париж. Назва Royal Air Maroc (RAM) авіакомпанія отримала 28 червня 1957 року, частка держави становила 67,73% акцій.
У квітні 1958 року флот компанії складався з шістнадцяти літаків: чотири Douglas DC-4, три Douglas DC-3, сім Sud-Ouest Bretagne і два Curtiss C-46 Commando. У травні 1958 року компанія замовила два літаки Sud Aviation Caravelle. У липні цього ж року після того як компанія орендувала у Air France два літака Lockheed L-749 Constellation що були запущені рейси Оран — Уджда і рейс на Гібралтар.
Lockheed L-749 Constellation став першим реактивним літаком в авіапарку компанії. До 1964 року у флоті було три таких літака. Четвертий був замовлений наприкінці 1964 року. У квітні 1965 року штат компанії становив 758 співробітників. Мережа маршрутів компанії сполучала Північну Африку, а також Північну Африку з Францією, Німеччиною, Італією, Іспанією і Швейцарією. 64% акцій компанії належали уряду Марокко, Air France (21%), Compagnie Generale Transatlantique (7,6%), Aviacion y Comercio (5%) та інші акціонери (2,4%).. Рішення про придбання п'ятого реактивного літака було прийнято в 1968 році. До 1969 року всі міжконтинентальні маршрути обслуговувались виключно літаками Lockheed L-749 Constellation. В 1969 році перевізник розмістив своє перше замовлення на Boeing.
В 1970 році парк авіакомпанії поповнився Boeing 727-200. 2 квітня 1970 року було створено дочірня компанія перевізника Royal Air Inter, яка обслуговувала внутрішні рейси на літаках Fokker F27, до травня 1971 року його літала практично в усі міста Марокко.. Флот Royal Air Maroc на травень 1971 року складався з двох Boeing 727-200, п'яти Lockheed L-749 Constellation і двох SIAI-Marchetti SF.260.
До березня 1975 року в результаті прямих закупівель літаків і орендних угод з Air France флот авіакомпанії мав 11 літаками з яких: три Boeing 727-200, один Boeing 707-320B, чотири Lockheed і два SIAI-Marchetti SF.260. До кінця 1975 року компанія придбала ще три Boeing 727-200 і вивела з льотного парку Lockheed L-749 Constellation. Разом з тим в 1975 році були відкриті рейси до Нью-Йорку і Ріо-де-Жанейро. В 1978 році під флот компанії було включено Boeing 747-200B.
За підписаною угодою Royal Air Maroc стане 14м членом альянсу Oneworld.

## Код-шерінгові угоди
У Royal Air Maroc діють код-шерінгові угоди з такими авіакомпаніями:
- Aeroflot
- Alitalia[8]
- Brussels Airlines
- Etihad Airways[9]
- Iberia
- JetBlue[10]
- Kenya Airways
- Qatar Airways[11][12]
- Saudia
- TAAG Angola Airlines
- Turkish Airlines

## Флот

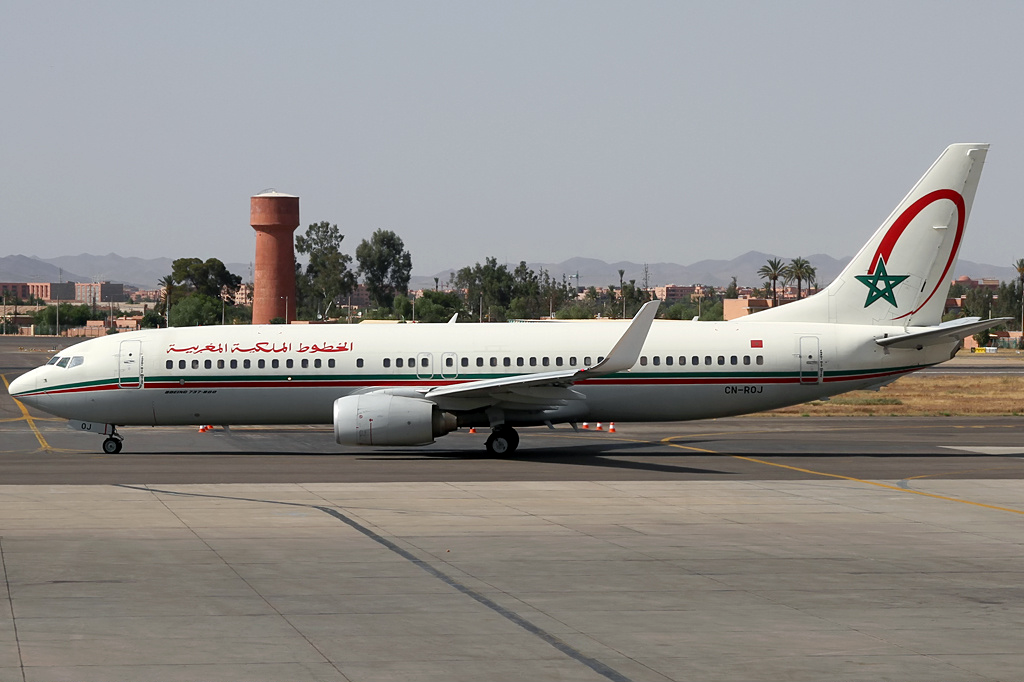
Boeing 737-800 Royal Air Maroc аеропорту Марракеша в 2013.

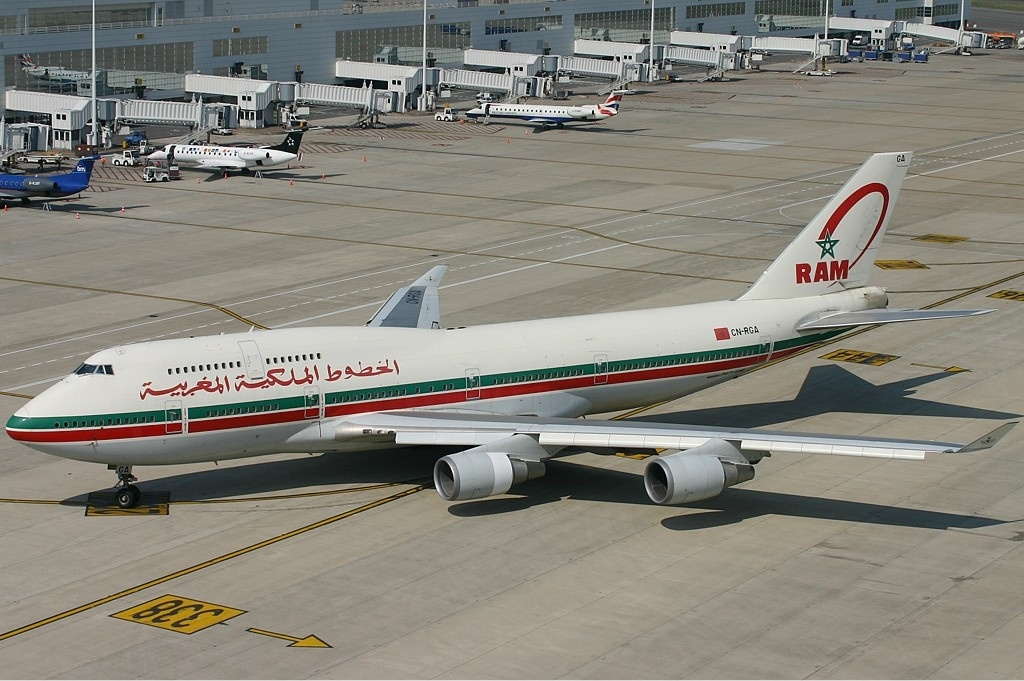
Boeing 747-400 Royal Air Maroc.

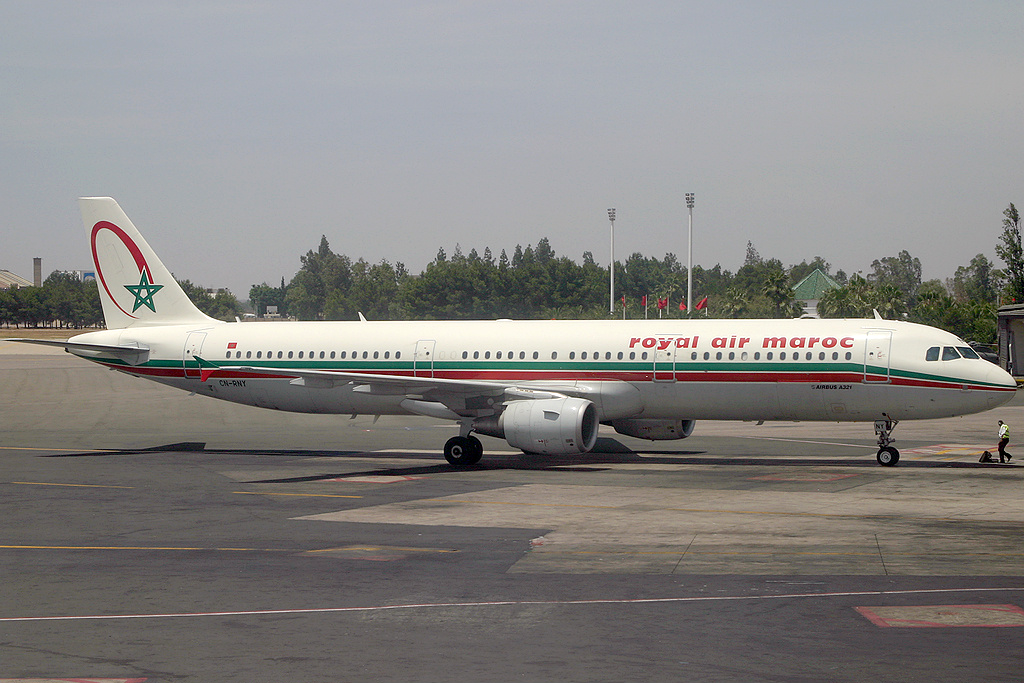
Airbus A321-200 Royal Air Maroc в 2006 році.

На грудень 2018 року, флот Royal Air Maroc складається з таких літаків:
| Тип               | Кількість | Замовлено | Місць                    | Місць                    | Місць                    | Примітки                                     |
| Тип               | Кількість | Замовлено | C                        | Y                        | Разом                    | Примітки                                     |
| ----------------- | --------- | --------- | ------------------------ | ------------------------ | ------------------------ | -------------------------------------------- |
| ATR 42-600        | —         | 2         | Буде оголошення пізніше. | Буде оголошення пізніше. | Буде оголошення пізніше. | Замовлені для Royal Air Maroc Express.       |
| ATR 72-600        | 5         | 1         | 12                       | 58                       | 70                       | Літають під брендом Royal Air Maroc Express. |
| Boeing 737—700    | 6         | —         | 12                       | 120                      | 132                      |                                              |
| Boeing 737—700    | 6         | —         | —                        | 138                      | 138                      |                                              |
| Boeing 737—800    | 31        | —         | 12                       | 159                      | 171                      |                                              |
| Boeing 737—800    | 31        | —         | 12                       | 165                      | 177                      |                                              |
| Boeing 737—800    | 31        | —         | —                        | 183                      | 183                      |                                              |
| Boeing 737 MAX 8  | —         | 4         | 12                       | 144                      | 256                      |                                              |
| Boeing 767-300ER  | 3         | —         | 12                       | 224                      | 236                      |                                              |
| Boeing 767-300ER  | 3         | —         | 10                       | 227                      | 237                      |                                              |
| Boeing 787-8      | 5         | —         | 18                       | 256                      | 274                      |                                              |
| Boeing 787-9      | —         | 4         | Буде оголошення пізніше. | Буде оголошення пізніше. | Буде оголошення пізніше. |                                              |
| Embraer E-190     | 4         | —         | 12                       | 84                       | 96                       |                                              |
| вантажні літаки   |           |           |                          |                          |                          |                                              |
| Boeing 767-300BCF | 1         | —         | Вантажний                | Вантажний                | Вантажний                |                                              |
| Разом             | 55        | 9         |                          |                          |                          |                                              |